# Ла Паз (Индијана)
Ла Паз (енгл. La Paz) град је у америчкој савезној држави Индијана.

## Демографија
По попису из 2010. године број становника је 561, што је 72 (14,7%) становника више него 2000. године.
| Група             | 2000.       | 2010.       |
| Белци             | 470 (96,1%) | 528 (94,1%) |
| Афроамериканци    | 1 (0,2%)    | 1 (0,2%)    |
| Азијати           | 0 (0,0%)    | 1 (0,2%)    |
| Хиспаноамериканци | 11 (2,2%)   | 24 (4,3%)   |
| Укупно            | 489         | 561         |